# Congrès internationaux sur l'électricité
Les Congrès internationaux sur l'électricité ("International Electrical Congress") ont été une série de réunions d'experts dans le domaine, alors nouveau, de l'électrotechnique

## Historique
Le premier congrès international de l'électricité s'est déroulé en 1881 à l'Exposition internationale d'Électricité, tenue à Paris. Cette année-là, on avait convenu d'un système international d'unités électriques et magnétiques (en). D'autres réunions suivirent:
- 1893 à Chicago, lors de l'Exposition universelle de 1893 , où des raffinements aux unités de mesure, y compris la pile Clark, ont été discutés[1].
- 1900 à Paris, où les réunions ont mené à la création de la Commission électrotechnique internationale en 1906.
- 1904  à l'Exposition universelle de 1904 à St.Louis, Missouri[2].